# LibreOffice
LibreOffice je svobodný a otevřený kancelářský balík, projekt nadace The Document Foundation. Vznikl v roce 2010 jako alternativní větev programu OpenOffice.org. Balík LibreOffice se skládá z textového procesoru, tabulkového procesoru, grafického editoru, prezentačního nástroje, databáze a nástroje pro vytváření matematických vzorců. Je k dispozici ve 120 jazycích.
Jako výchozí formát souborů pro ukládání dokumentů pro všechny své aplikace LibreOffice používá otevřený standardizovaný formát dokumentů pro kancelářské aplikace OpenDocument. LibreOffice prostřednictvím řady importních a exportních filtrů také podporuje soubory ve formátech většiny ostatních hlavních kancelářských balíků, včetně balíku Office.
LibreOffice je k dispozici pro různé počítačové platformy, včetně Microsoft Windows, macOS a Linux (včetně prohlížeče LibreOffice pro Android), a také v podobě online kancelářského balíku LibreOffice Online. Jedná se o výchozí kancelářskou sadu v nejpopulárnějších distribucích Linuxu. Jedná se o nejaktivněji vyvíjený bezplatný a otevřený kancelářský balík s přibližně 50násobnou vývojovou aktivitou oproti Apache OpenOffice, dalším významným potomkem OpenOffice.org.
Projekt byl ohlášen a beta verze byla vydána 28. září 2010. V období od ledna 2011 (první stabilní verze) do října 2011 byl LibreOffice stažen přibližně 7,5 milionkrát. Projekt si od května 2011 do května 2015 stáhlo 120 milionů jedinečných adres, s výjimkou linuxových distribucí (v nich se software bere většinou ze samostatných repozitářů), z toho 55 milionů od května 2014 do května 2015.

## Název
Jméno projektu je složenina slov libre (svobodný ve španělštině a francouzštině) a office (kancelář ve francouzštině i angličtině).

## Prvky

### Obsažené programy

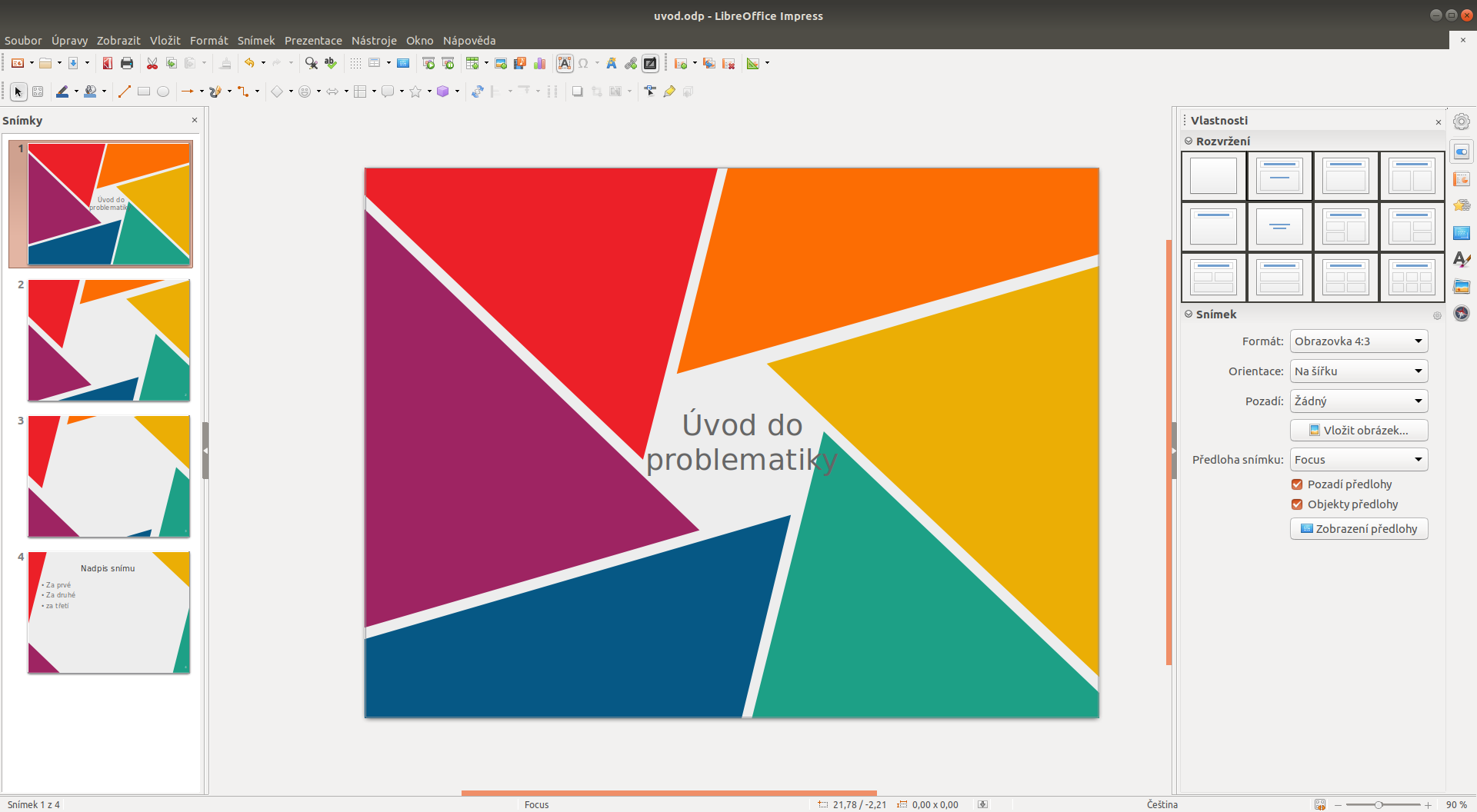
Snímek obrazovky LibreOffice Impress v Ubuntu

| Komponenta | Komponenta | Poznámky |
| ---------- | ---------- | --- |
|            | Writer     | Textový procesor s podobnou funkčností a podporou souborů jako Microsoft Word nebo WordPerfect. Má rozsáhlé možnosti zpracování textu v režimu WYSIWYG, ale lze jej také použít jako základní textový editor. |
|            | Calc       | Tabulkový procesor podobný Microsoft Excelu nebo Lotusu 1-2-3. Má několik jedinečných funkcí, včetně systému, který automaticky definuje řadu grafů na základě informací, které má uživatel k dispozici. |
|            | Impress    | Prezentační program připomínající Microsoft PowerPoint. Prezentace lze mj. exportovat jako soubory ve formátu PDF, což umožňuje jejich prohlížení skoro na jakémkoli počítači. |
|            | Draw       | Editor vektorové grafiky a nástroj pro tvorbu diagramů a kreslení podobný Microsoft Visio a CorelDRAW. Poskytuje spoje mezi tvary, které jsou k dispozici v řadě stylů čar, a usnadňuje vytváření výkresů, jako jsou vývojové diagramy. Zahrnuje také funkce podobné softwaru pro sazbu tištěného dokumentu jako je Scribus nebo Microsoft Publisher. Může také fungovat jako editor souborů PDF. |
|            | Math       | Program určený pro vytváření a editaci matematických vzorců. Program používá variantu XML na vytváření vzorců, jak je definováno ve specifikaci OpenDocument. Vytvořené vzorce se dají, přímým vložením vzorců do dokumentu, začlenit do jiných programů v balíku LibreOffice, jako jsou například dokumenty vytvořené Writerem nebo Calcem. |
|            | Base       | Program pro správu databází, podobný Microsoft Access. LibreOffice Base umožňuje vytváření a správu databází, jakož i přípravu formulářů a sestav, které koncovým uživatelům poskytují snadný přístup k datům. Stejně jako Access může být použit k vytváření malých vestavěných databází, které jsou uloženy se soubory dokumentů (pomocí úložného modulu Firebird založeného na Java řešení HSQLDB a C++ ), a pro náročnější úkoly může být také použit jako front-end pro různé databázové systémy, včetně databáze Access (JET [džet]), zdrojů dat ODBC/JDBC a MySQL, MariaDB, PostgreSQL nebo Microsoft Access. Probíhají práce na přechodu integrovaného paměťového modulu z HSQLDB na back-end Firebird SQL. Firebird byl do LibreOffice zařazen jako experimentální varianta od LibreOffice 4.2. |

### Operační systémy
Vývojáři z The Document Foundation se zaměřují na LibreOffice pro Microsoft Windows (IA-32 a x86-64), Linux (IA-32, x86-64 a ARM) a macOS (x86-64). Komunitní portace pro FreeBSD, NetBSD, OpenBSD a Mac OS X 10.5 PowerPC dostávají podporu od přispěvatelů těchto projektů. LibreOffice lze také nainstalovat na operační systém OpenIndiana pomocí nástroje SFE.
Historicky předchůdci LibreOffice, zpátky k StarOffice 3 běžely na Solarisu s procesory SPARC, které vytvořil Sun Microsystems (a později Oracle). Neoficiální porty LibreOffice, verze nyní zastaralé, podporovaly SPARC. Aktuální neoficiální porty LibreOffice 5.2.5 běží pouze na hardwaru kompatibilním s Intel, až po Solaris 11. 
V roce 2011 vývojáři oznámili plány na přenos LibreOffice do systému Android i iOS. V lednu 2015 byla vydána beta verze prohlížeče dokumentů pro Android 4.0 nebo novější; v květnu 2015 byl vydán prohlížeč dokumentů LibreOffice pro Android se základními možnostmi úprav.
Aplikace LibreOffice Impress Remote pro různé mobilní operační systémy umožňuje vzdálené ovládání prezentací LibreOffice Impress. 

### LibreOffice online
LibreOffice Online je online vydaný kancelářský balík LibreOffice. Umožňuje použití LibreOffice prostřednictvím webového prohlížeče pomocí prvku plátno z HTML5. Vývoj byl oznámen na první konferenci LibreOffice v říjnu 2011 a stále probíhá. Nadace The Document Foundation a společnosti IceWarp a Collabora oznámily spolupráci na jeho implementaci. Verze softwaru byla uvedena na konferenci v září 2015 a britský Crown Commercial Service oznámil zájem o používání softwaru. Dne 15. prosince 2015 zveřejnila společnost Collabora ve spolupráci s ownCloud technický náhled produktu LibreOffice Online označeného jako Collabora Online Development Edition (CODE). V červenci 2016 se Nextcloud a Collabora spojily, aby přinesly CODE uživatelům Nextcloud. Do října 2016 Collabora vydala devět aktualizací CODE. První vydání zdrojového kódu LibreOffice Online vyšlo s LibreOffice verze 5.3 v únoru 2017. V červnu 2019 společnost CIB software GmbH oficiálně oznámila své příspěvky pro LibreOffice Online a „LibreOffice Online poháněnou CIB“.
V říjnu 2020 Collabora Productivity oznámila přesunutí své práce na Collabora Online z infrastruktury The Document Foundation na GitHub.

## Historie

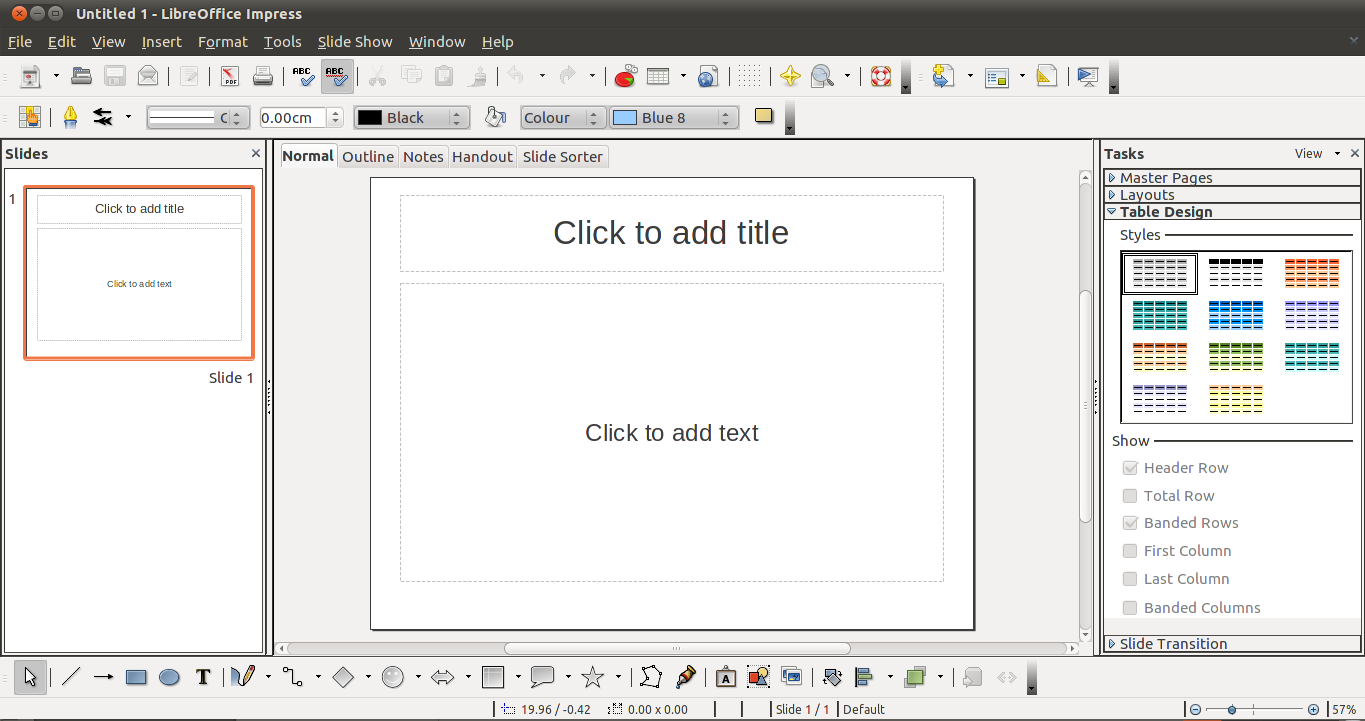
LibreOffice Impress 3.3.0

Dne 28. září 2010 skupina vývojářů opustila projekt OpenOffice.org, což byla otevřená verze dřívějšího balíku StarOffice, a založila skupinu The Document Foundation, která převzala vývoj kancelářského balíku pod dočasným názvem LibreOffice. The Document Foundation vznikla z obav, že Oracle Corporation zruší projekt OpenOffice.org, stejně jako se stalo s OpenSolaris.
Oracle bylo pozváno, aby se stalo členem The Document Foundation, a doufalo se, že značku OpenOffice.org projektu daruje. Oracle ovšem projekt zamítl a požadoval, aby členové představenstva OpenOffice.org, kteří se podíleli na LibreOffice, rezignovali. Na konci října 2010 opustilo OpenOffice.org 33 vývojářů a přidružili se k The Document Foundation. Tím vznikla definitivně další paralelní větev vývoje (fork) OpenOffice.org.
Projekt Go-oo byl zrušen ve prospěch LibreOffice. Jeho zvláštní funkce kancelářského balíku byly včleněny do LibreOffice. Očekává se, že zvláštní funkce z jiných odnoží OpenOffice.org budou také včleněny do LibreOffice.
Dne 20. ledna 2011 se Pardus stal první distribucí Linuxu, jež obsahuje LibreOffice jako výchozí kancelářský balík. Firmy Canonical, Novell a Red Hat oznámily, že LibreOffice zahrnou jako výchozí kancelářský balík do svých operačních systémů.
LibreOffice se tak ve verzi 3.3 objevil na jaře 2011 v nových vydáních Ubuntu 11.04 a openSUSE 11.4.

### Vydávání nových verzí
Nové hlavní verze LibreOffice jsou vydávány jednou za půl roku, které jsou následovány 6 až 7 opravnými verzemi vycházejícími v přibližně měsíčních intervalech, souběžně tak vychází verze dvou řad. Protože se vydávání řídí předem daným časovým plánem, mohou první vydání obsahovat více chyb a pro nasazení vyžadující spolehlivost (jako firemní nasazení) jsou doporučována první či druhá opravná vydání.

### Verze 3.3 a 3.4
První veřejně dostupná verze LibreOffice byla LibreOffice 3.3.0 beta 1, vydaná 28. září 2010. První stabilní verze, 3.3.0, vyšla 25. ledna 2011. Od června 2011 byly vydávány verze dvou řad, 3.3 a 3.4.

### Verze 3.5
Verze 3.5.0, první v další řadě, byla vydána 14. února 2012. Mezi obecnými změnami jsou například nový způsob šifrování souborů AES, možnost vkládání multimédií jako odkaz, nový způsob míchání barev, import souborů Microsoft Visio, podpora pro Javu verze 7 nebo upravené nástrojové lišty a úchyty objektů.
Ve Writeru bylo přepracováno rozhraní pro úpravu záhlaví a zápatí a zobrazování zalomení stránky a byl vylepšen import formátů RTF a DOCX. V Calcu je novinkou víceřádkové vstupní pole, zvýšení maximálního počtu listů, vylepšené okno filtru, neomezený počet podmínek pro podmíněné formátování a nové funkce a vyhlazování odpovídající standardu ODF 1.2. V modulu Base přibyl ovladač pro PostgreSQL.
Bylo také odstraněno značné množství nepoužívaného kódu. Pro Windows je nově k dispozici standardní instalátor.

### Verze 3.6
První verze další řady, 3.6.0, byla vydána 8. srpna 2012 a pokračovala v nastoleném trendu postupného vylepšování a oprav chyb. Od této verze je možný import kreseb z CorelDRAW, škálování obrázků je nově prováděno algoritmem Lanczos a při exportu do PDF lze vložit vodoznak. V uživatelském rozhraní byla zjednodušena pravítka a vzhled byl lépe přizpůsoben vzhledu systému.
Ve Writeru je možné nevkládat mezeru mezi odstavce stejného stylu, upraveno bylo formátování pomocí štětečku, ve stavovém řádku se zobrazuje počet slov a podporovány jsou objekty SmartArt. Calc přinesl přepracované podmíněné formátování včetně podpory pro barevné datové pruhy, vylepšený import a export formátu CSV (lze exportovat vzorce místo hodnot), přibyly volby do místní nabídky a některé dosud neimplementované funkce ODF. Do Impressu byla přidána možnost širokoúhlé prezentace a nové šablony.

### Verze 4.0
Další verze, vydaná na začátku roku 2013, byla z důvodu změn API označena jako 4.0. Nově v ní byl zahrnut dialog pro komprimaci obrázků, vyhlazené zobrazování obrázků, přepracovaný správce šablon, možnost použití motivů Personas a zavedeny byly skryté styly. Odstraněna byla podpora starých formátů souboru pro StarOffice. Ve Writeru bylo možné přidávat komentáře také k částem textu, přibyl náhled stylů a možnost mít různý obsah záhlaví a zápatí na první stránce. Přidána byla také podpora pro tvorbu želví grafiky prostřednictvím programovacího jazyka LibreLogo. V Calcu bylo nově možné nastavit, zda se budou při otevírání souboru přepočítávat vzorce, byly doplněny další vlastnosti podmíněného formátování a přidáno několik funkcí. Přidán byl importní filtr pro soubory z programu Microsoft Publisher a doplněna byla podpora dalších verzí souborů z Microsoft Visio.

### Verze 4.1
První verze řady 4.1 byla zveřejněna 25. července 2013. V ní byla v experimentálním režimu k dispozici postranní lišta převzatá z Apache OpenOffice, verze přinesla také možnost vkládat písma do souborů s dokumenty a drobné změny v uživatelském rozhraní. Ve Writeru bylo přidáno otáčení obrázků a vylepšeny komentáře, do Calcu bylo doplněno několik funkcí standardu ODF, podpora pro funkce Excelu 2013 a stupňový typ čáry v grafech. V Impressu bylo novinkou vytváření prezentace ze sady obrázků a v modulu Math se objevil ukotvený panel s prvky. Pokračovala postupná úprava dialogů a opět byla zlepšena schopnost importu a exportu formátů Microsoft Office.

### Verze 6.1
Do Libreoffice 6.1 byly přidány dva nové motivy ikon: Colibre, který je nyní výchozí ve Windows, a Karasa Jaga. Zlepšilo se zpracování obrázků; dokumenty, které jich obsahují mnoho, se načtou a zobrazí svižněji. Při tvorbě tvarů a pozadí najde uplatnění nová sada přechodů. Celosvětová komunita se zasloužila o překlad uživatelského rozhraní do dalších jazyků, navíc pro mnoho jazyků byly vylepšeny slovníky a nástroje automatických oprav. Zlepšil se export do formátu EPUB a přibyly u něj další možnosti týkající se metadat. V nabídkách pro záhlaví a zápatí můžete nově rychle přidat číslo stránky a počet stránek. Nové styly číslování kapitol obsahují slovy vypsané základní a řadové číslovky. Nyní lze vytvořit podpisový řádek, a to pomocí Vložit > Podpisový řádek. V tabulkovém procesoru Calc je možné řadit obrázky ukotvené k buňkám. Toto ukotvení může být trojího typu: k buňce jako doposud, k buňce se zvětšováním při změně velikosti buňky a ke stránce. Při odkazování na externí data lze použít jako zdroje dat soubory CSV. A jako bonus lze nastavit barvy zvýrazňování buněk. V Impressu a Draw byly pročištěny stávající styly kresby a doplněny o nové. Nabídky v Draw jsou po přeskupení intuitivnější a přibyla k nim nová nabídka Stránka. V LibreOffice Online, cloudové verzi kancelářského balíku, naleznete mnoho nových dialogových oken, například kontrolu pravopisu a gramatiky, formátování buněk a vyplňování oblasti. V Calcu je již možné jediným kliknutím seskupit či rozbalit jakoukoliv skupinu sloupců nebo řádků. Navíc došlo ke zlepšení i co se rychlosti a zabezpečení týče.

### Verze 6.2
Lišta karet doplňuje klasické rozhraní (nástrojové lišty a postranní lištu) a je k dispozici ve variantách označených jako karty a skupiny, z nichž každá přistupuje odlišně k rozvržení nabídek. Karty si kladou za cíl nabídnout známé prostředí uživatelům zvyklým na proprietární kancelářské balíky a předpokládá se, že se budou používat bez postranní lišty. Skupiny umožňují přistupovat k nejdůležitějším funkcím jedním klepnutím myši, zatímco k těm méně častým pomocí dvou klepnutí. Komunita zabývající se vzhledem programu se postarala o značná vylepšení ikon, konkrétně motivů Elementary a Karasa Jaga. Výrazně se zrychlila odezva programu při použití sledování změn, a to obzvlášť u rozsáhlých dokumentů. Ve Writeru je nyní možné přímo kopírovat data ze sešitu do tabulek, není už nutné je vkládat jako objekty. LibreLogo, programovací rozhraní určené pro tvorbu obrázků a pro výukové účely, získalo kromě oprav kompilátoru a dalších vylepšení také podporu pro jednotkové testy. V Calcu byl rozšířen nástroj na regresní analýzu o vícerozměrnou regresi a do jejího výstupu byly přidány další statistické ukazatele. Novinkou je funkce REGEX, která slouží k vyhledávání a volitelnému nahrazování textu pomocí regulárních výrazů. Při ověřování platnosti dat už lze používat vlastní vzorce. V Impressu lze nově upravit křivku pohybu pro animaci přetažením jejích ovládacích bodů. Bylo přidáno několik stylů kresby týkajících se textů a v modulu Draw přibyla do nabídky Formát podnabídka Tabulka. Znatelně se změnil k lepšímu také LibreOffice Online, cloudová verze kancelářského balíku. Na mobilních zařízeních se zobrazuje zjednodušené uživatelské rozhraní, lépe přizpůsobené obrazovce a s aktualizovanou softwarovou klávesnicí. K dispozici je silnější zabezpečení díky podepisování dokumentů a autentizaci metodou společnosti Vereign. Tyto funkce naleznete na nové liště.

### Verze 6.3
Díky dokumentům od uživatelů zrychlili vývojáři Writer a Calc, a to v určitých případech až řádově. Svižněji se načítají a vykreslují textové soubory s různými záložkami, tabulkami a vloženými písmy, rozsáhlé sešity formátu ODS či XLSX a soubory Calcu používající funkci VLOOKUP. Rychlejší je rovněž ukládání sešitů ve formátu XLS. V LibreOffice 6.2 se objevilo uživatelské rozhraní „lišta karet“, jehož variantou jsou „kompaktní karty“. Ty jsou nyní k dispozici v modulech Writer, Calc, Impress i Draw. Nechávají pro dokumenty, sešity a prezentace více místa, což oceníte na zařízeních se širokoúhlou obrazovkou. Ve Writeru a Draw navíc přibyla nová varianta rozhraní nazvaná „kontextová lišta“. V Calcu nalezneme v liště vzorce místo nástroje na výpočet součtu novou rozbalovací nabídku s přístupem k nejčastěji používaným funkcím. Novinkou je také funkce FOURIER, která pro vstupní matici vypočte diskrétní Fourierovu transformaci.
Do PDF lze nyní exportovat ve standardním formátu PDF/A-2, jehož účelem je dlouhodobé uchování dokumentu, a proto bývá často vyžadován. Zjednodušilo se vytváření formulářů v souborech PDF, a to díky nové nabídce pro formuláře ve Writeru. Těmito změnami se export do PDF, jedna z velkých předností LibreOffice, významně zlepšil. Je-li potřeba před exportem nebo sdílením souborů odstranit či skrýt citlivé informace (například osobní údaje), lze nově dokumenty anonymizovat tím, že se redakčně upraví. To ulehčí práci podnikům či organizacím, jejichž výstupy se řídí určitými předpisy. Pro operační systém Windows je k dispozici nový režim příkazového řádku s lepšími vstupními a chybovými kódy. Usnadňuje se tím používání balíku LibreOffice k hromadným operacím, jakými mohou být tisk nebo převod většího počtu dokumentů. V několika ohledech se zkvalitnila interoperabilita s proprietárními formáty souborů z balíku Microsoft Office: je možné exportovat šablony textového dokumentu DOTX a sešitu XLTX, doplněn byl import grafů z tvarů DrawingML (formát DOCX) a import a export objektů SmartArt (formát PPTX). Novinky zajišťují, že části prezentace bude možné opětovně upravovat v PowerPointu, a zlepšují interoperabilitu kontingenčních tabulek v souborech XLSX.

### Verze 6.4
Přínosy: Zlepšila se rychlost a kompatibilita s formáty OOXML; na úvodní stránce jsou poslední otevřené soubory označeny ikonou příslušné aplikace; balík zvládne tvorbu QR kódů, bez instalace doplňků; nástroj na redakční úpravu textu doznal vylepšení a úpravy lze spouštět automaticky; na postranní lištu ve Writeru přibyla část pro tabulky; zlepšila se práce s komentáři a tabulkami ve Writeru; v Impressu a Draw lze slučovat jednotlivá textová pole; v LibreOffice Online doznala vylepšení práce s funkcemi v Calcu.

### Verze 7.0
Podpora ODF 1.3. OpenDocument, otevřený a standardizovaný formát kancelářských dokumentů, který je v LibreOffice nativní, se nedávno dočkal aktualizace na verzi 1.3, v níž byl schválen jako OASIS Technical Committee Specification. Mezi nejdůležitější novinky patří elektronické podpisy dokumentů a šifrování dokumentů XML využívající OpenPGP, změn k lepšímu doznaly oblasti jako sledování změn nebo podrobnosti pro popis textu, čísel, grafů a prvků na prvních stránkách. Vývoj formátu ODF 1.3 byl financován z příspěvků poskytnutých nadaci The Document Foundation.
Grafická knihovna Skia a akcelerace grafické karty založená na rozhraní Vulkan. Společnost AMD sponzorovala implementaci využívající knihovnu Skia, která je nyní výchozí v systému Windows a díky níž je aplikace svižnější. Skia je otevřená2D grafická knihovna nabízející obecná rozhraní (API), která fungují na rozličných hardwarových a softwarových platformách. S jejich pomocí lze vykreslovat text, geometrické prvky i obrázky. Vulkan představuje novou generaci grafických a výpočetních rozhraní, nabízející velmi efektivní a multiplatformní přístup k moderním grafickým kartám.
Lepší kompatibilita se soubory DOCX, XLSX a PPTX. Formát DOCX se nyní ukládá do nativního režimu 2013/2016/2019 místo kompatibilního režimu 2007.

### Verze 7.1
Nové dialogové okno pro výběr nejvhodnějšího uživatelského rozhraní, které se zobrazuje při prvním spuštění. Vylepšené rozpoznávání velikosti papíru tiskárny pro tisknuté dokumenty. Zobrazení všech podporovaných souborů při přidávání nového rozšíření ve správci rozšíření. Náhled tisku se nyní aktualizuje na pozadí, a neblokuje tak uživatelské rozhraní při nastavování možností tisku. Dialogové okno Dodatky umožňuje vyhledávat, stahovat a instalovat rozšíření jediným kliknutím. 
Ve Writeru je nový průzkumník stylů zobrazuje atributy stylů odstavce a znakových stylů a ručně (přímo) formátované vlastnosti. Pro obrázky lze nastavit výchozí ukotvení. Schopnost detekovat kódování Unicode i v případě, že importovaný textový soubor neobsahuje značku BOM (byte order mark). Výrazné urychlení operací najít/nahradit.
V Calcu je přidána možnost vkládat obsah schránky klávesou Enter. Položky v okně automatického filtru lze vybírat také kliknutím na řádek položky, nejen na zaškrtávací pole. Výrazné urychlení automatického filtru a operací najít/nahradit.
v Draw lze přidat ke stávajícím souborům PDF viditelné podpisy. 
V Impressu je umožněno změnit animace pro několik objektů najednou. Na obrazovku přednášejícího doplněna tlačítka „Pozastavit/Pokračovat“ a „Ukončit“. K objektům přidány realistické rozostřené stíny. Možnost fyzikálně založených animací a jejich použití v nových efektech animací.
Přidána knihovna ScriptForge, což je rozšířitelná a robustní sada maker pro LibreOffice, kterou lze použít ve skriptech v jazycích Basic nebo Python.

### Data vydání
|      | x.y.0             | x.y.1            | x.y.2           | x.y.3             | x.y.4             | x.y.5             | x.y.6           | x.y.7             |
| ---- | ----------------- | ---------------- | --------------- | ----------------- | ----------------- | ----------------- | --------------- | ----------------- |
| 3.3  | 25. ledna 2011    | 23. února 2011   | 22. března 2011 | 16. června 2011   | 17. srpna 2011    |                   |                 |                   |
| 3.4  | 3. června 2011    | 1. července 2011 | 1. srpna 2011   | 31. srpna 2011    | 9. listopadu 2011 | 16. ledna 2012    | 22. března 2012 |                   |
| 3.5  | 14. února 2012    | 15. března 2012  | 5. dubna 2012   | 2. května 2012    | 30. května 2012   | 11. července 2012 | 15. srpna 2012  | 18. října 2012    |
| 3.6  | 8. srpna 2012     | 29. srpna 2012   | 4. října 2012   | 1. listopadu 2012 | 5. prosince 2012  | 30. ledna 2013    | 11. dubna 2013  | 18. července 2013 |
| 4.0  | 7. února 2013     | 6. března 2013   | 4. dubna 2013   | 9. května 2013    | 19. června 2013   | 22. srpna 2013    | 24. října 2013  |                   |
| 4.1  | 25. července 2013 | 29. srpna 2013   | 4. října 2013   | 1. listopadu 2013 | 18. prosince 2013 |                   |                 |                   |
| 4.2  | 30. ledna 2014    |                  |                 |                   |                   |                   |                 |                   |
| 4.3  | 31. července 2014 |                  |                 |                   |                   |                   |                 |                   |
| 4.4  | 29. ledna 2015    |                  |                 |                   |                   |                   |                 |                   |
| 5.0  | 5. května 2015    |                  |                 |                   |                   |                   |                 |                   |
| 5.1  | 10. února 2016    |                  |                 |                   |                   |                   |                 |                   |
| 5.2  | 3. srpna 2016     |                  |                 |                   |                   |                   |                 |                   |
| 5.3  | 1. února 2017     |                  |                 |                   |                   |                   |                 |                   |
| 5.4  | 28. července 2017 |                  |                 |                   |                   |                   |                 |                   |
| 6.0  | 31. ledna 2018    |                  |                 |                   |                   |                   |                 |                   |
| 6.1  | 8. srpna 2018     |                  |                 |                   |                   |                   |                 |                   |
| 6.2  | 7. února 2019     |                  |                 |                   |                   |                   |                 |                   |
| 6.3  | 8. srpna 2019     |                  |                 |                   |                   |                   |                 |                   |
| 6.4  | 29. ledna 2020    |                  |                 |                   |                   |                   |                 |                   |
| 7.0  | 5. srpna 2020     |                  |                 |                   |                   |                   |                 |                   |
| 7.1  | 3. února 2021     |                  |                 |                   |                   |                   |                 |                   |
| 7.2  | 19. srpna 2021    |                  |                 |                   |                   |                   |                 |                   |
| 7.3  | 2. února 2022     |                  |                 |                   |                   |                   |                 |                   |
| 7.4  | 18. srpna 2022    |                  |                 |                   |                   |                   |                 |                   |
| 7.5  | 2. února 2023     |                  |                 |                   |                   |                   |                 |                   |
| 7.6  | 21. srpna 2023    |                  |                 |                   |                   |                   |                 |                   |
| 24.2 | 31. ledna 2024    |                  |                 |                   |                   |                   |                 |                   |

### Konference
Od roku 2011 organizuje nadace The Document Foundation výroční konferenci LibreOffice:
- 2011 – Paříž, Francie (12.–15. října)
- 2012 – Berlín, Německo (17.–19. října)
- 2013 – Milán, Itálie (24.–27. září)
- 2014 – Bern, Švýcarsko (3.–5. září)
- 2015 – Aarhus, Dánsko (23.–25. září)
- 2016 – Brno, Česko (7.–9. září)
- 2017 – Řím, Itálie (11.–13. října)
- 2018 – Tirana, Albánie (26.–28. září)
- 2019 – Almería, Španělsko (11.–13. září)
- 2020 – pouze online konference (z důvodu koronavirové pandemie) (15.–17. října)
- 2021 – pouze online konference (z důvodu koronavirové pandemie) (23.–25. září)[101]
- 2022 – Milán, Itálie (28. září – 1. října)[102]
- 2023 – Bukurešť, Rumunsko (20.–23. září)[103]
- 2024 - Lucemburk, Lucembursko (10.-12. října 2024)[104]

## Uživatelé a nasazení

Týdenní počty stažení Libre Office

Obrázek ukazuje celosvětový počet uživatelů LibreOffice od roku 2011 do roku 2018 v milionech. Odkazy ke konkrétním rokům jsou uvedeny dále v textu.
Obrázek ukazuje celosvětový počet uživatelů LibreOffice od roku 2011 do roku 2018 v milionech. Odkazy ke konkrétním rokům jsou uvedeny dále v textu.
2011: Nadace The Document Foundation v září 2011 odhadovala, že na celém světě je 10 milionů uživatelů, kteří získali LibreOffice prostřednictvím stahování nebo CD-ROMů. Více než 90 % z nich byli uživatelé systému Windows, dalších 5 % operačního systému macOS. LibreOffice je výchozí kancelářská sada pro většinu distribucí Linuxu a je instalována při instalaci nebo aktualizaci operačního systému. Na základě odhadů International Data Corporation pro nové nebo aktualizované instalace Linuxu v roce 2011 odhadla nadace The Document Foundation celkem 15 milionů uživatelů Linuxu. Celkem bylo v roce 2011 dosaženo odhadované uživatelské základny 25 milionů uživatelů. V roce 2011 si nadace The Document Foundation stanovila cíl 200 milionů uživatelů na celém světě před koncem roku 2020.
2013: V září 2013, po dvou letech, byl odhadovaný počet uživatelů LibreOffice 75 milionů. Každý týden kontroluje nové verze milión nových unikátních IP adres.
2015: LibreOffice v roce 2015 využilo 100 milionů uživatelů a 18 vlád.
2016: V srpnu 2016 byl počet uživatelů LibreOffice odhadován na 120 milionů.
2018: Nadace The Document Foundation v roce 2018 odhadovala, že existuje 200 milionů aktivních uživatelů LibreOffice po celém světě. Asi 25 % z tohoto počtu jsou studenti a 10 % uživatelé Linuxu (kteří automaticky dostávají LibreOffice prostřednictvím jejich distribuce).

### Hromadné nasazení
2003–2010
- V letech 2003–2004 začala brazilská korporace Serpro migrovat svůj software na BrOffice (v té době místní verze LibreOffice) s odhadovanou hodnotou 3,5 milionu BRL (v té době přibližně 1,2 milionu $) a stala se případovou studií pro podobné iniciativ v Brazílii, zejména v oblasti e-governmentu.[111]

- V roce 2005 oznámilo francouzské četnictvo svou migraci na OpenOffice.org.[112] Do roku 2015 plánovalo migraci 72 000 stolních počítačů na upravenou verzi Ubuntu s LibreOffice.[113]

- V roce 2010 začalo irské město Limerick postupně přecházet na open-source řešení, aby se osvobodilo od proprietárního uzamčení a zlepšilo svou vyjednávací sílu. Jedním z klíčových aspektů tohoto kroku bylo použití LibreOffice.[114]

2011
- Správní úřad regionu Île-de-France (který zahrnuje město Paříž) zahrnul LibreOffice do USB flash disku, který byl poskytnut studentům, a který obsahuje bezplatný open-source software. USB flash disk je určen přibližně 800 000 studentům.[115][116]
- Bylo oznámeno, že třináct nemocnic Kodaňského regionu postupně přešlo na LibreOffice, což zahrnovalo „téměř všech 25 000 pracovníků“.[117]

2012
- Řecké město Pylaia-Chortiatis migrovalo své počítače na LibreOffice. Místní skupina uživatelů Linuxu odhadovala úspory nákladů na minimálně 70 000 €.[118]
- Španělské město Las Palmas přešlo v červenci na 1 200 počítačích na LibreOffice, přičemž uvedlo úsporu nákladů ve výši 400 000 €.[119]
- Správa regionu Umbrie v Itálii zahájila projekt migrace počáteční skupiny 5 000 civilních pracovníků na LibreOffice.[120]
- Město Largo, Florida, USA je dlouholetým uživatelem softwaru s otevřeným zdrojovým kódem[121] používajícím tenké klienty Linuxu. Město Largo, původně využívající OpenOffice.org, přešlo v roce 2013 na LibreOffice.[122]
- Holandské město Neerijnen přešlo na LibreOffice. Úspora činí 9 000–13 000 € každý rok.[123]

2013
- Vláda italské provincie Jižní Tyrolsko bude v červnu migrovat 7 000 počítačů v administrativě a „mnoho dalších tisíc počítačů“ ve zdravotnických službách na LibreOffice a ODF.[124]
- V srpnu dokončila správa španělské autonomní oblasti Valencie migraci všech 120 000 počítačů administrativy, včetně škol a soudů, na LibreOffice.[125]
- Bavorský Mnichov oznámil, že v blízké budoucnosti přejde z OpenOffice do LibreOffice. To je v souladu s dlouhodobým závazkem Mnichova používat open-source software. Mnichov používá LiMux, derivát Ubuntu Linuxu, na téměř všech 15 000 počítačů ve městě.[126] Město Mnichov je druhou veřejnou správou, která se připojila k poradnímu sboru The Document Foundation.[127] V roce 2014 se objevily zprávy, že Rada zvažuje migraci zpět na Microsoft Windows a Microsoft Office,[128] ale později byla zamítnuta.[129] Na základě studie inicioval starosta Mnichova Dieter Reiter opětovné zkoumání scénáře migrace zpět do systémů společnosti Microsoft.[130] Důvěryhodnost studie je sporná, protože společnost je již devět let „Aliančním partnerem roku“ společnosti Microsoft.[131] Další podrobnosti vydala nadace The Document Foundation.[132]
- Řecké město Kalamaria přešlo na všech 170 počítačích na LibreOffice. Uvedlo úsporu ve výši 85 000 €.[133]
- 18. městský obvod Budapešti používá LibreOffice na všech svých 200 počítačích.[134]

2014
- Francouzské město Toulouse oznámilo, že ušetřilo 1 milion € migrací tisíců pracovních stanic na LibreOffice.[135][136]

2015
- Italské ministerstvo obrany oznámilo, že bude instalovat LibreOffice na 150 000 PC.[137]
- Italské město Bari nahradilo Microsoft Office LibreOffice na svých 1 700 PC.[138]
- LibreOffice byla oficiálně zpřístupněna všem vládním agenturám ve Velké Británii. Roční úspora nákladů na předplatné pro 6 500 uživatelů ve srovnání s MS Office je přibližně 900 000 GBP.[139]
- V červenci 2015 hovořil manažer IT města Nantes (šestého největšího francouzského města Francie) o probíhajícím přechodu 5 000 pracovních stanic na LibreOffice, který byl zahájen roku 2013. Podle IT manažera projektu přechod na LibreOffice umožnil administrativě ušetřit 1,7 milionu €.[140]
- Od roku 2015 je LibreOffice instalován na téměř všech 500 000 pracovních stanicích 11 členů francouzských ministerstev pracovní skupiny MIMO.[141] Pracovní skupina MIMO byla první veřejnou správou, která se připojila k poradnímu sboru v The Document Foundation.[142]
- Řecké město Livadeia nahradilo proprietární kancelářský balík a přešlo na LibreOffice.[143]

2016
- Tchajwanský okres I-lan nekoupil žádné další licence Microsoft Office a obrátil se k ODF a LibreOffice.[144]
- Skupina Vietnam Posts and Telecommunications Group zmigrovala všechny své počítače (více než 15 000) na LibreOffice.[145]
- Litevská policie přešla na LibreOffice na více než 8 000 pracovních stanicích, přičemž uvedla úsporu nákladů ve výši 1 milion €.[146]
- Zdravotnická zařízení regionu Veneto zmigrovala na LibreOffice na 1 500 počítačích.[147]

2017
- Většina (75 %) obcí ve valonském regionu Belgie používá open source software a služby, které zahrnují LibreOffice. Od března 2017 využívá těchto služeb více než 20 000 zaměstnanců veřejné správy a mnohokrát více občanů.[148]
- Španělská autonomní oblast Galicie oznámila plány na dokončení svého přechodu na LibreOffice na několika ústředních vládních službách a ministerstvech, díky čemuž je LibreOffice jediným kancelářským balíkem na 6 000 pracovních stanicích.[149]
- Italská metropole začala instalovat LibreOffice na všech svých 14 000 pracovních stanicích paralelně s existujícím proprietárním kancelářským balíkem. Jedná se o jeden z plánovaných kroků ke zvýšení využívání bezplatného a otevřeného softwaru ve městě, jehož cílem je omezit proprietární uzamčení dodavatelů IT.[150]
- Městská část Pendik v tureckém Istanbulu dokončila migraci na LibreOffice na 500 počítačích.[151]

2018
- Město Kahramanmaraş (Turecko) přechází ze všech svých PC pracovních stanicích – kolem 2 000 – na Pardus a LibreOffice.[152][153]
- Albánská Tirana dokončuje implementaci LibreOffice na všech 1 000 pracovních stanicích ve městě.[154]
- Městská část Eyüpsultan v tureckém Istanbulu dokončila migraci na LibreOffice na 600 počítačích.[151]
- Vilnius, hlavní město Litvy, používá LibreOffice na třetině svých počítačů.[155]
- Katalánská Barcelona oznámila svůj přechod na LibreOffice z Microsoft Office v lednu 2018. Tato změna byla součástí širšího posunu od proprietárního open-source software, a městská rada si dala za cíl dosáhnout „plnou technickou suverenitu“ tím, že odstraňuje její závislost na produktech Microsoftu. Při oznámení Barcelona uvedla, že bude věnovat 70 procent svého rozpočtu softwaru na open-source software.[156][157][158]

2019
- Portugalské město Seixal přešlo na LibreOffice a Ubuntu na 1100 stanicích. Jedná se o kompletní přechod města.[159]

2020
- Německá spolková země Šlesvicko-Holštýnsko chce do roku 2025 zcela přejít z Microsoft Office na LibreOffice pro 25 000 zaměstnanců. Přechod začne postupně v roce 2021.[160]

2021
- Správa několika ruských jaderných elektráren a dceřiných společností Rosatomu plánují do konce roku 2021 přejít na Astra Linux, který zahrnuje LibreOffice; celkem 15 000 uživatelů.[161]

#### LibreOffice v České republice
Přijímání dokumentů LibreOffice na úřadech veřejné správy viz OpenDocument.

#### Nasazení LibreOffice na úřadech veřejné správy
V souvislosti s ukončením podpory Windows XP migroval na začátku roku 2014 na LibreOffice a Mozilla Thunderbird Úřad městské části Praha-Velká Chuchle. Obec Grygov používá LibreOffice. V Národní technické knihovně je využíván Linux a LibreOffice na 150 počítačích ve veřejné části knihovny. Město Domažlice používá LibreOffice.